# Lacandonia schismatica
Lacandonia schismatica är en enhjärtbladig växtart som beskrevs av E.Martínez och Ramos. Lacandonia schismatica ingår i släktet Lacandonia och familjen Triuridaceae. Inga underarter finns listade.

## Bildgalleri

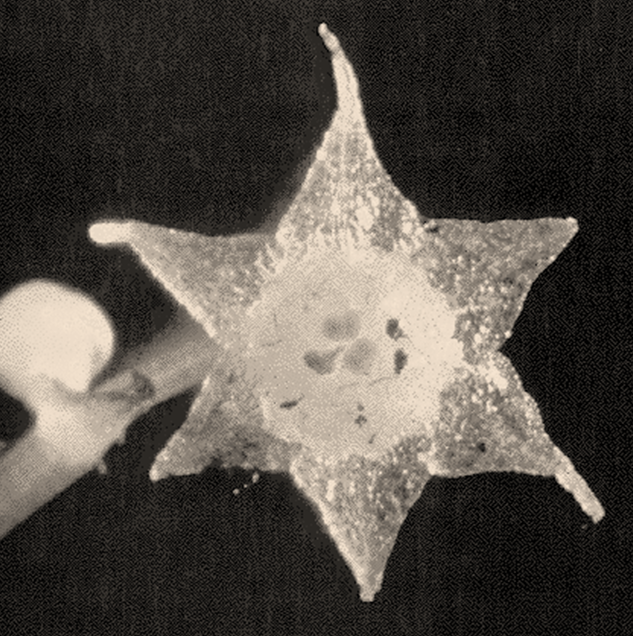